# 鲁济涅
鲁济涅（Ruzyně）是捷克布拉格的一个地区，行政上隸屬於布拉格第6区。鲁济涅于1960年被划入布拉格。
布拉格瓦茨拉夫·哈維爾機場就位于鲁济涅。捷克航空的总部就设在布拉格瓦茨拉夫·哈維爾機場。捷克旅行航空公司（Travel Service, a.s.）及其低成本消费子公司SmartWings的总部也设在布拉格瓦茨拉夫·哈維爾機場。另外捷克民用航空管理部门的总办事处也设在布拉格瓦茨拉夫·哈維爾機場。
鲁济涅监狱也位於鲁济涅。